# Meridiano 16 E
O meridiano 16 E é um meridiano que, partindo do Polo Norte, atravessa o Oceano Ártico, Oceano Atlântico, Europa, África, Oceano Antártico, Antártida e chega ao Polo Sul. Forma um círculo máximo com o meridiano 164 W.

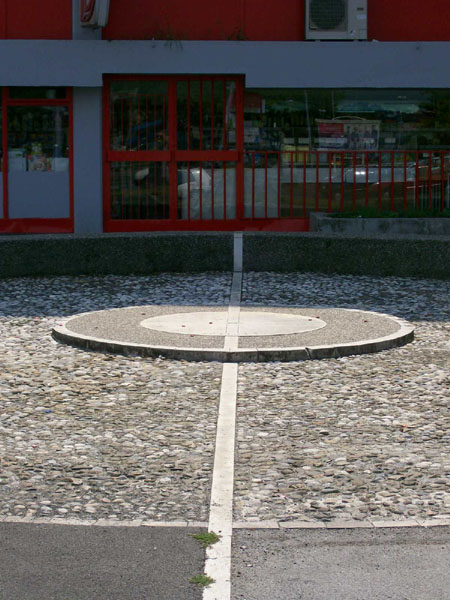
Monumento que marca a passagem do meridiano a leste de Zagreb, Croácia.

Começando no Polo Norte, o meridiano 16º Este tem os seguintes cruzamentos:
| País, território ou mar        | Notas                                        |
| ------------------------------ | -------------------------------------------- |
| Oceano Ártico                  |                                              |
| Noruega                        | Ilha de Spitsbergen, Svalbard                |
| Oceano Ártico                  |                                              |
| Noruega                        | Ilhas de Andøy e Hinnøya, e continente       |
| Suécia                         |                                              |
| Mar Báltico                    |                                              |
| Polónia                        |                                              |
| Chéquia                        |                                              |
| Áustria                        |                                              |
| Eslovênia                      | Em cerca de 11 km                            |
| Áustria                        | Em cerca de 6 km                             |
| Eslovênia                      |                                              |
| Croácia                        | Passa a leste de Zagreb                      |
| Bósnia e Herzegovina           |                                              |
| Croácia                        |                                              |
| Mar Mediterrâneo               | Mar Adriático                                |
| Croácia                        | Ilha de Biševo                               |
| Mar Mediterrâneo               | Mar Adriático                                |
| Itália                         |                                              |
| Mar Mediterrâneo               | Golfo de Manfredonia                         |
| Itália                         |                                              |
| Mar Mediterrâneo               | Mar Tirreno                                  |
| Itália                         |                                              |
| Mar Mediterrâneo               |                                              |
| Líbia                          |                                              |
| Chade                          |                                              |
| República Centro-Africana      |                                              |
| Camarões                       |                                              |
| República do Congo             |                                              |
| República Democrática do Congo |                                              |
| Angola                         |                                              |
| Namíbia                        |                                              |
| Oceano Atlântico               |                                              |
| Oceano Antártico               |                                              |
| Antártida                      | Terra da Rainha Maud, reclamada pela Noruega |